# Shiba Kōkan
Shiba Kōkan (japanisch 司馬 江漢; geb. 1747 in Edo; gest. 1818 ebenda) war ein japanischer Maler der Ranga- bzw. Yōfuga-Schule. Er war wissenschaftlich interessiert und betätigte sich auch als Essayist. Sein eigentlicher Name war Andō Shun (安藤 峻), als Schriftsteller benutzte er u. a. den Namen Shumparō (春波楼).

## Leben
Shiba Kōkan wurde in Edo geboren. Er studierte Malerei zunächst in der Kanō-Schule, wurde dann von Suzuki Harunobu beeinflusst. In seiner frühen Schaffensperiode nannte er sich Harushige und schuf Ukiyo-e im Stil von Suzuki Harunobu, mit dessen Signatur er nach dessen Tod im Jahr 1770 auch einige seiner Farbholzschnitte versah. Unter Sō Shiseki erlernte er die realistische  Darstellung von Blumen und Vögeln, wie sie vom chinesischen Künstler in Nagasaki, Shen Quan, gelehrt wurde. Weiter studierte er auch die Malerei im Nanga-Stil.
Das Interesse an westlicher Malerei von Hiraga Gennai und Odano Naotake beflügelt. Kōkan eignete sich Technik und Theorie westlicher Malerei an, wie sie durch Bücher vermittelt wurden, die von Europa nach Dejima in Nagasaki gelangten. 1783 gelang es ihm, Radierungen herzustellen, wie eine Serie zu Edo, u. a. die Landschaft bei Mimeguri (三目黒景図) und Der Shinobazu-Teich (不忍池, Shinobazu-no-ike), belegt. 1788 besuchte er Nagasaki und befragte die offiziellen Dolmetscher über westliche Malerei und Kultur.
In den Jahren der  Kansei-Zeit (1789–1801) produzierte Kōkan eine große Zahl von Werken, darunter auch Ölgemälde, so dass er zum unangefochtenen Führer im Bereich westliche Kunst wurde. Er schrieb auch Bücher über Astronomie und Geografie und half damit westliche Naturwissenschaft in Japan einzuführen. Von besonderer Bedeutung ist jedoch sein „Gespräch über westliche Malerei“, das zu den wenigen Büchen zu diesem Thema noch in der Edo-Zeit zählt.
Kōkan war so der Erste, der die westliche Malerei über die chinesische und japanische stellte, da sie Licht und Schatten berücksichtigte und für Buchillustrationen besser geeignet war. Sein Werk enthält Bilder nach europäischen Vorlagen, aber auch viele Landschaften aus der Umgebung von Edo.
Zu Kōkans bekanntesten Werken zählen die beiden  zusammengehörenden Ölgemälde im Stadtmuseum Kōbe mit dem Titel „Europäer, Mann und Frau“ (紅毛男女図, Kōmō danjo).

## Schriften (Auswahl)
- Seiyū hikki (Tagebuch einer Studienreise in den Westen)
- Shumparō hitsuki (Shumparōs Schriften)
- Tenchi ritan (Theorie von Himmel und Erde)
- Seiyō gaden (西洋画伝)

## Werk

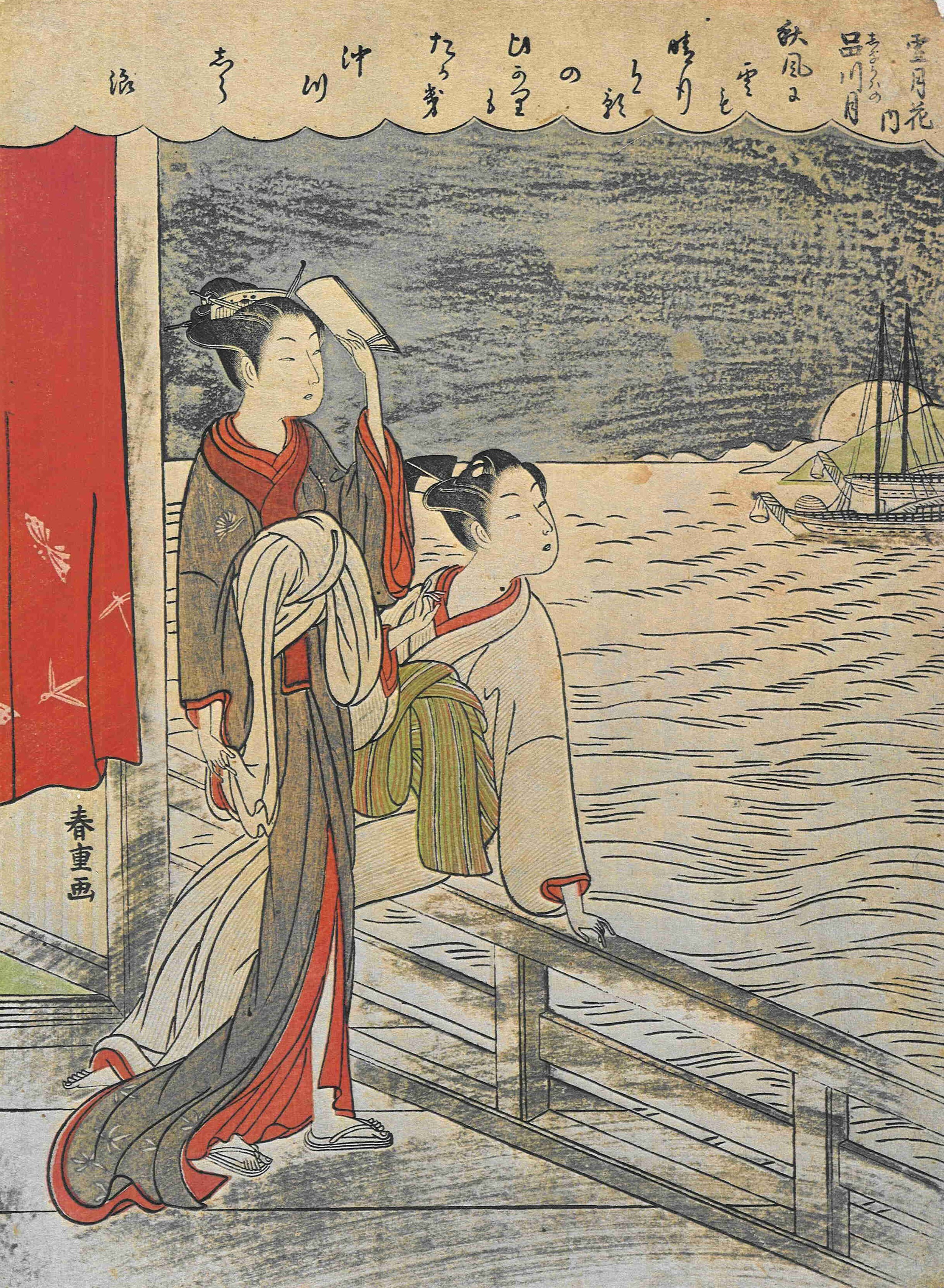
Mond[A 2] über Shinagawa, sign. Harushige
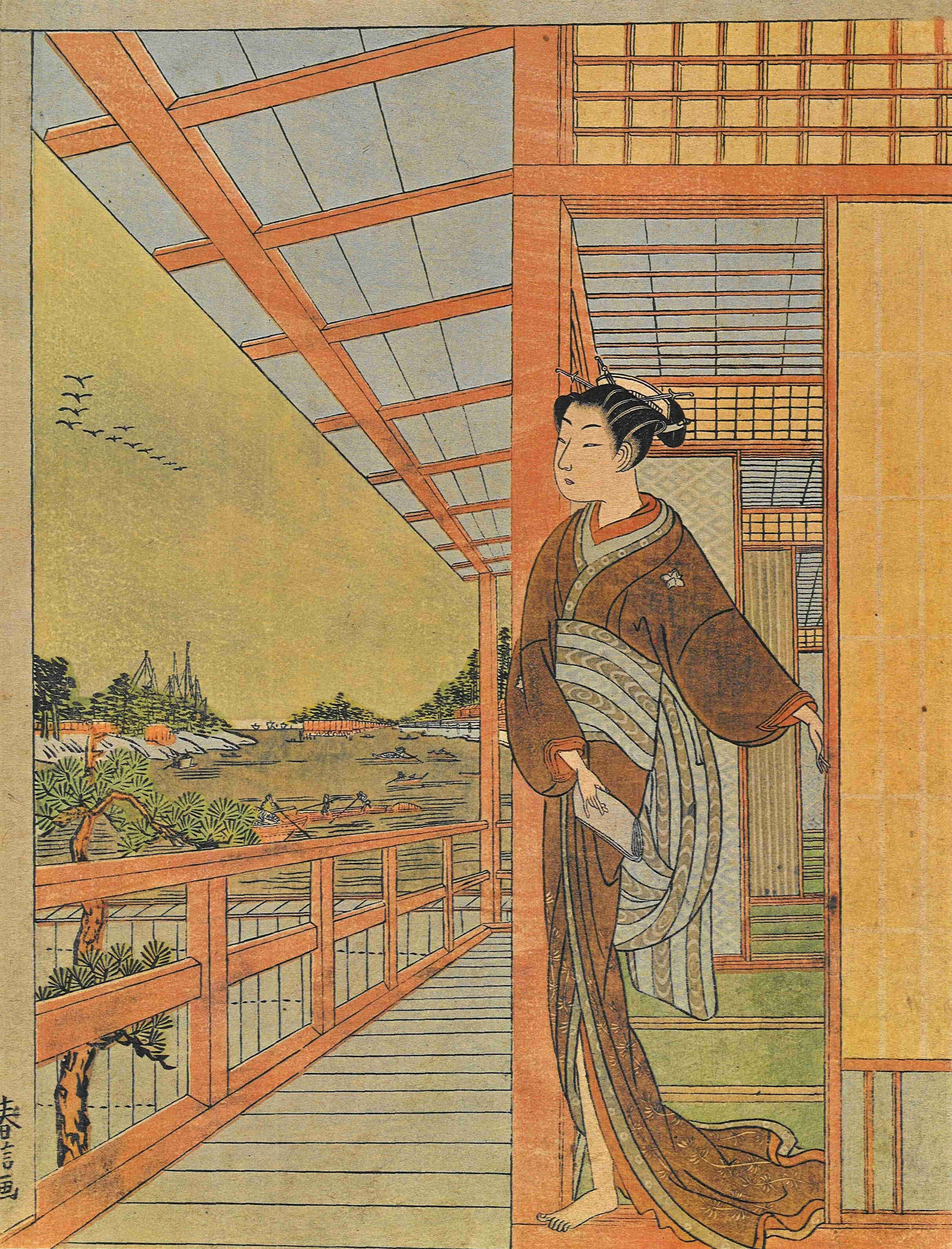
Mädchen, mit gefälschter Harunobu-Signatur
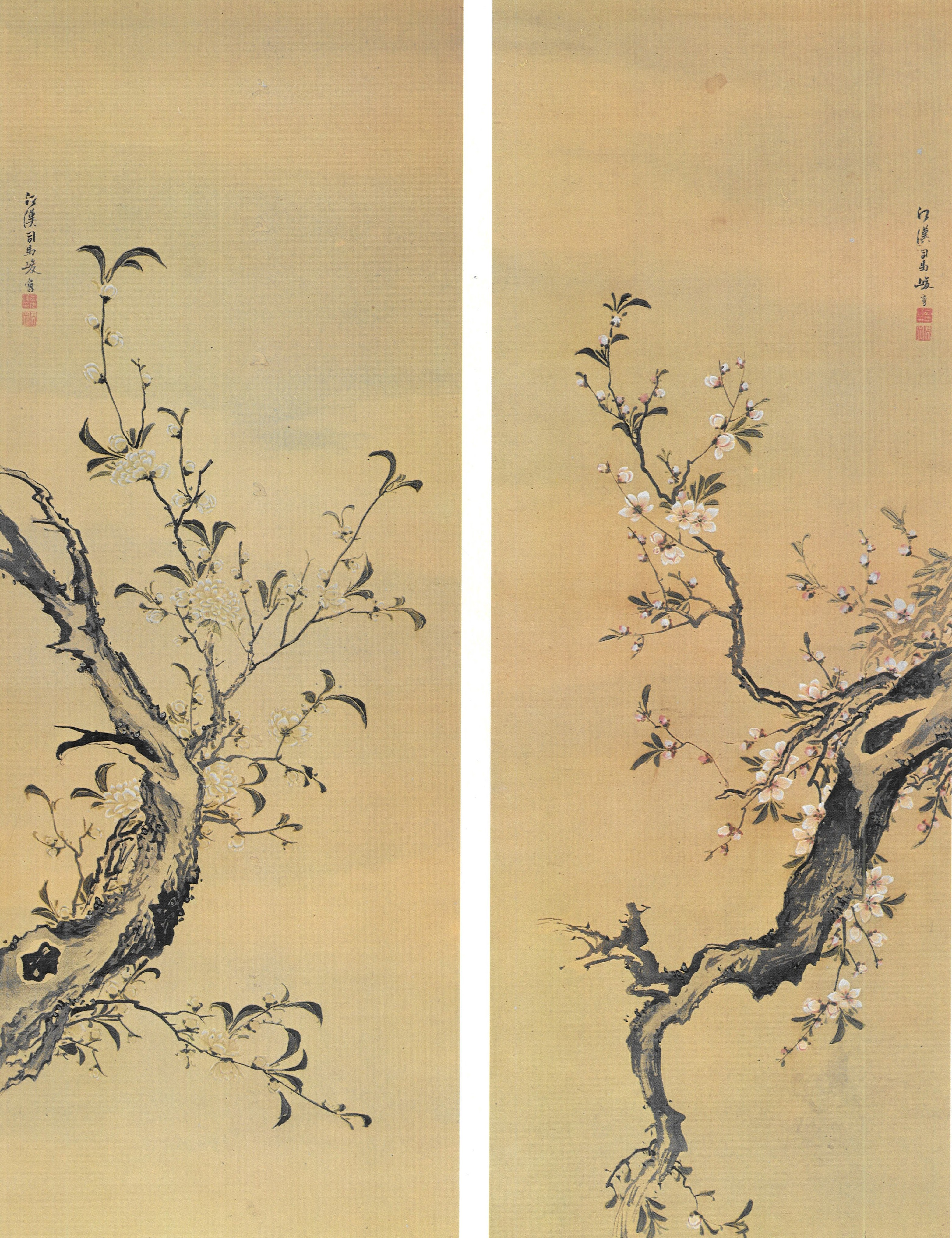
Paar Bildrollen im Stil von Sō Shiseki
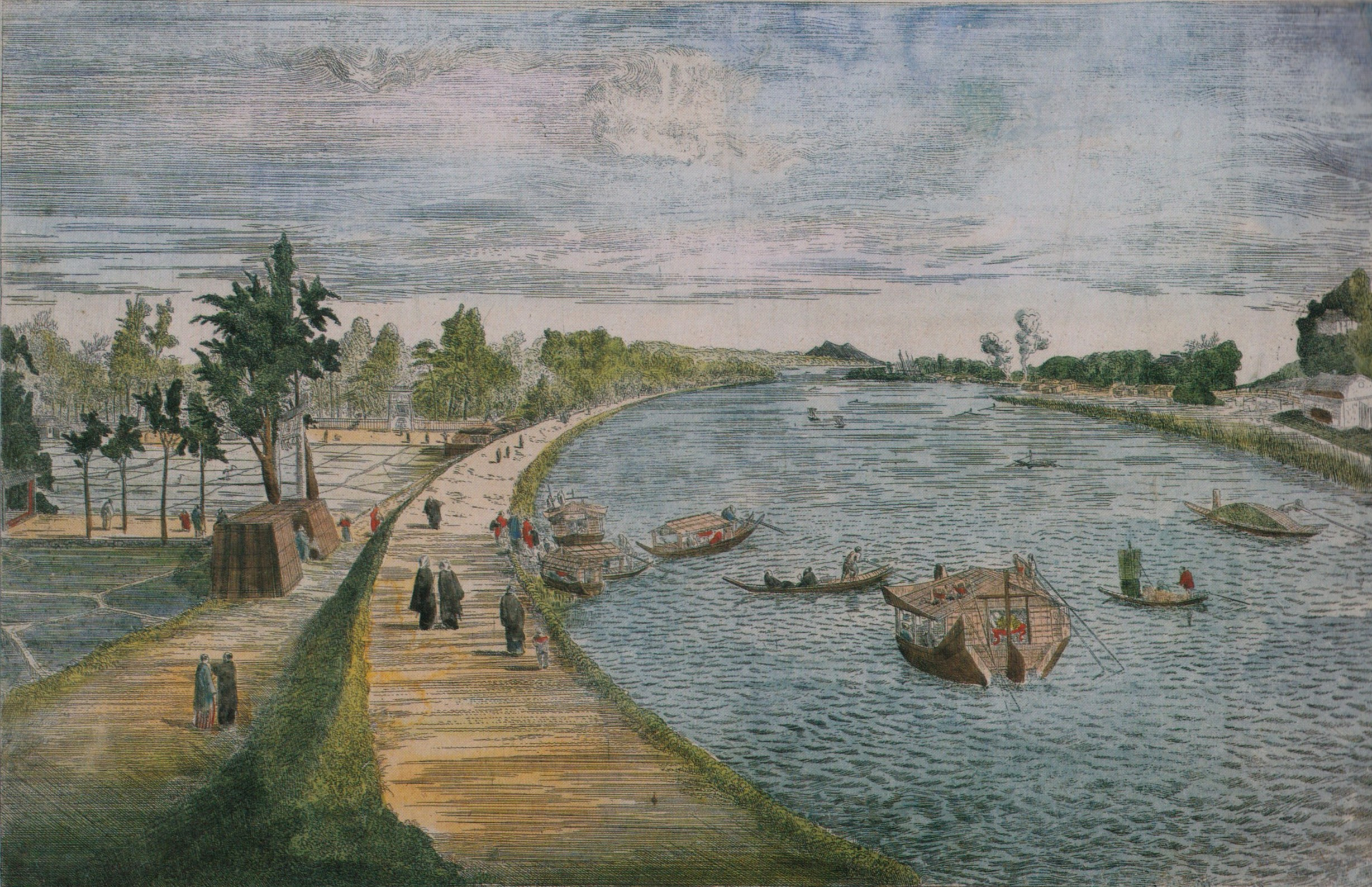
„Landschaft am Mimeguri“
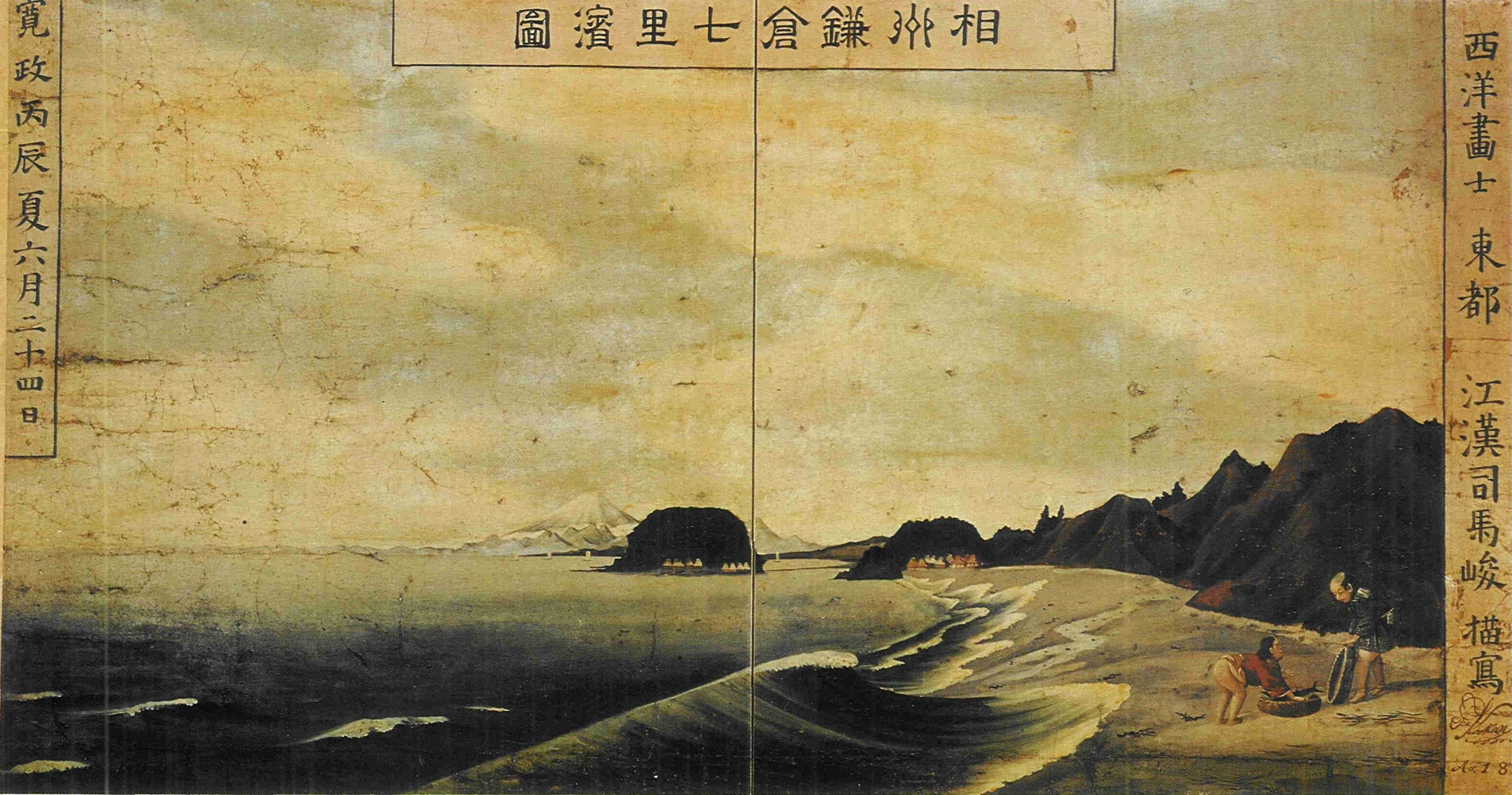
Sieben-Meilen Strand mit Enoshima
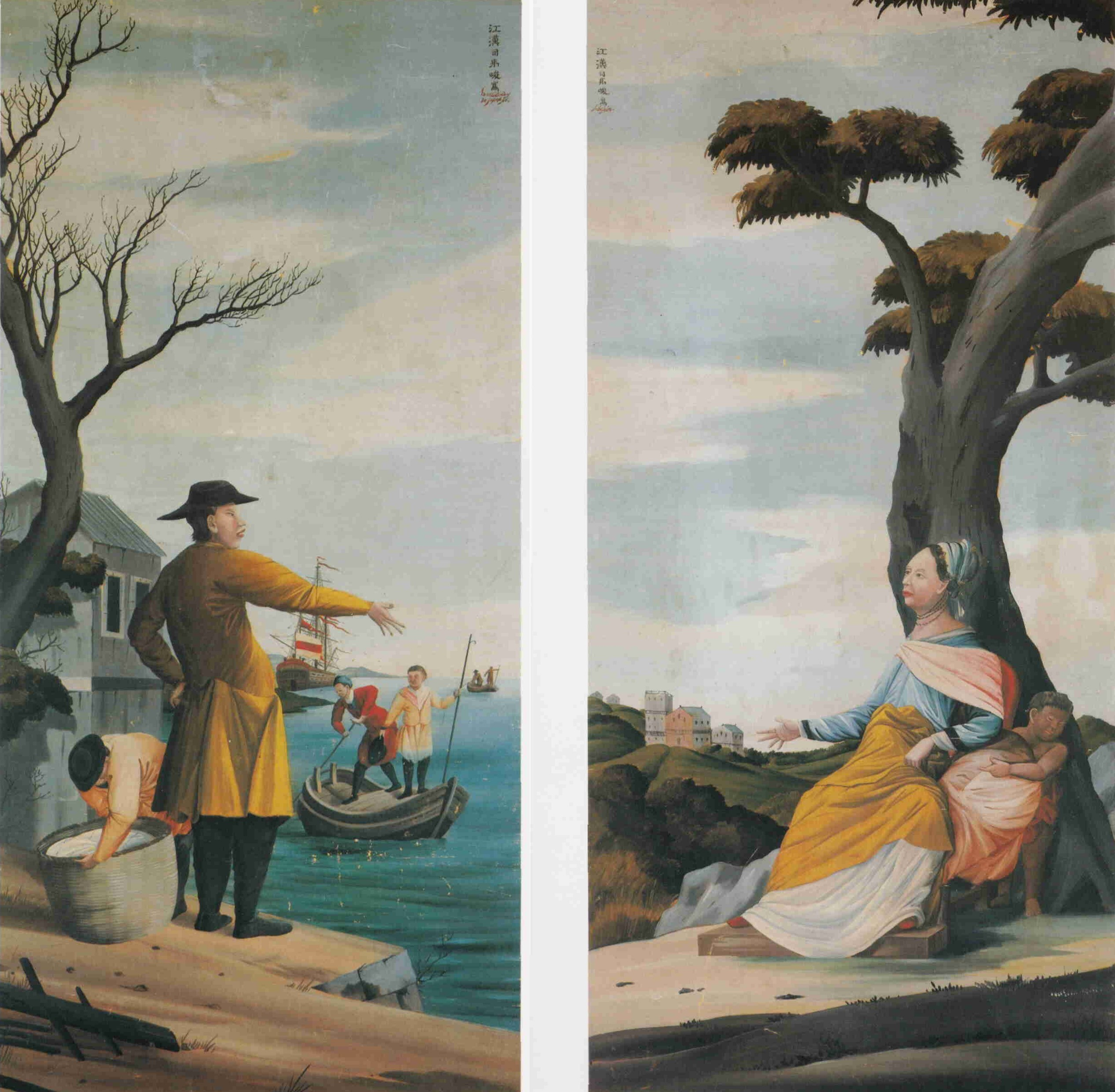
„Europäer, Mann und Frau“